# Élections sénatoriales françaises de 1932
Des élections sénatoriales se déroulent en France le 16 octobre 1932. Elles ont pour but de renouveler la série B du Sénat, comprenant les départements allant, par ordre alphabétique, de la Haute-Garonne à l'Oise, auxquels il faut ajouter le département de Constantine et la Martinique.

## Résultats
Le groupe de la Gauche démocratique, radicale et radicale-socialiste (GDRRS) poursuit son ascension et obtient la majorité absolue au Sénat. On assiste en 1933 à l'apparition du groupe des Indépendants (INDEP), qui totalise sept sièges à partir des non-inscrits.
|                        |                                                                           |                 |                |               |  |  |
| Groupes parlementaires | Groupes parlementaires                                                    | Sièges sortants | Sièges obtenus | Sièges totaux |  |  |
|                        | Groupe socialiste (SFIO)                                                  | 2               | 1              | 17            |  |  |
|                        | Groupe de la Gauche démocratique, radicale et radicale-socialiste (GDRRS) | 48              | 57             | 161           |  |  |
|                        | Groupe Union démocratique et radicale (UDR)                               | 15              | 13             | 32            |  |  |
|                        | Groupe de l'Union républicaine (UR)                                       | 27              | 25             | 69            |  |  |
|                        | Groupe de Gauche républicaine (GR)                                        | 10              | 8              | 16            |  |  |
|                        | Groupe de la Droite (DR)                                                  | 5               | 4              | 6             |  |  |
|                        | Non-inscrits                                                              | 4               | 3              | 13            |  |  |
|                        |                                                                           |                 |                |               |  |  |
| Total                  | Total                                                                     | 111             | 111            | 315           |  |  |